# Mont Sarmiento
Pour les articles homonymes, voir Sarmiento.
Le mont Sarmiento (2 246 m) est un sommet de la cordillère Darwin en Terre de Feu (Amérique du Sud). Situé en territoire chilien, sur la grande île de la Terre de Feu, au nord du canal Beagle et à proximité du détroit de Magellan, il fait partie de la cordillère des Andes.

## Toponymie
La montagne a été nommée Volcán Nevado (« volcan enneigé ») par Pedro Sarmiento de Gamboa, qui pensait observer un volcan pourvu de deux cimes jumelles. L'explorateur britannique Philip Parker King l'a ensuite nommé « mont Sarmiento » en l'honneur de son découvreur.

## Géographie

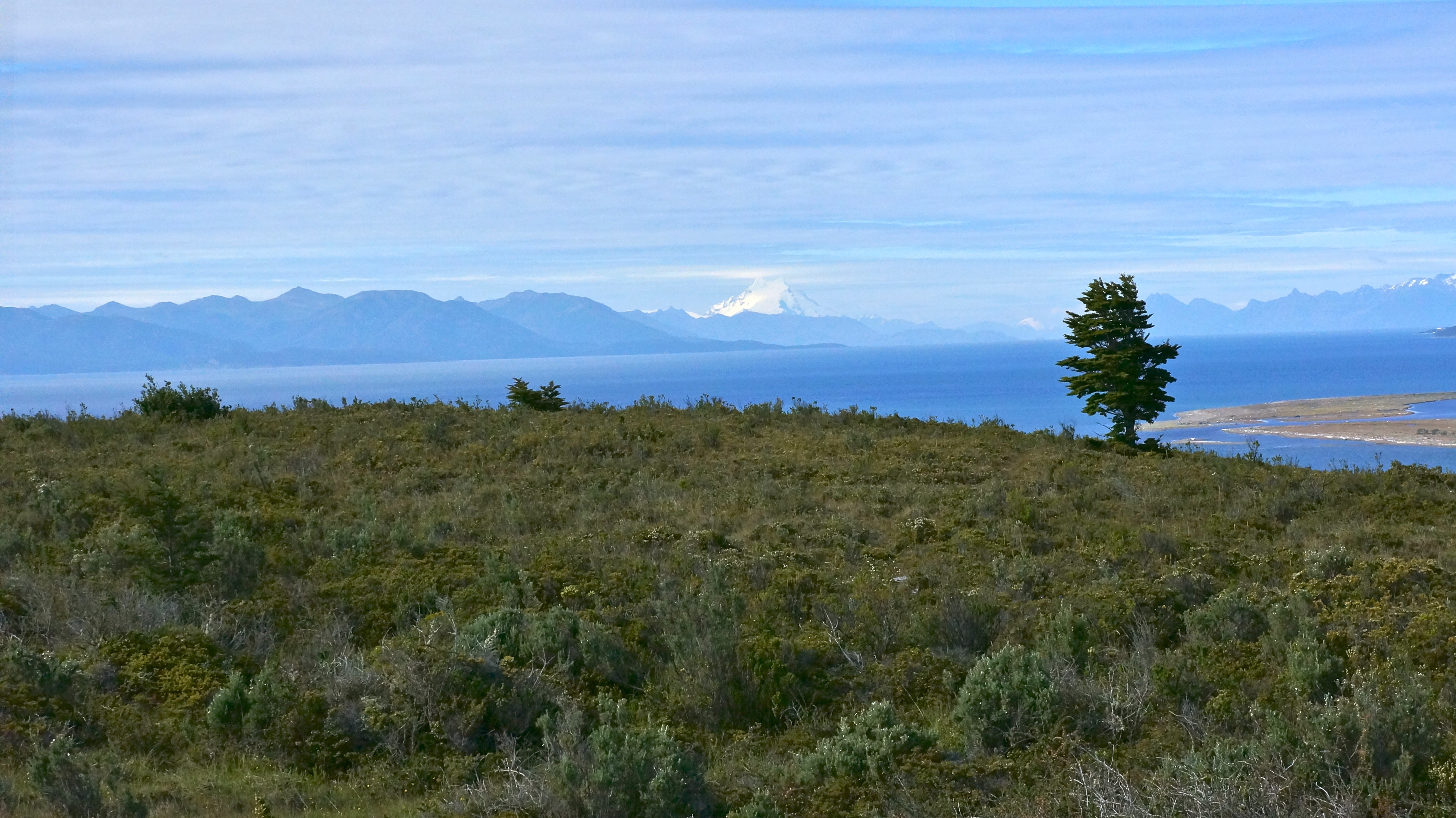
Vue éloignée du mont Sarmiento enneigé.

Le sommet du mont Sarmiento a la forme d'un pic pyramidal glacé et enneigé tout le long de l'année. Il compte un sommet est (2 246 m) et ouest (2 210 m). Malgré son allure imposante, son altitude ne dépasse pas celle du mont Darwin (2 429 mètres) ni du mont Shipton (2 469 mètres).
Le climat du mont Sarmiento est particulièrement inhospitalier lié au vent qui y souffle en tempête de façon quasiment permanente.

## Histoire

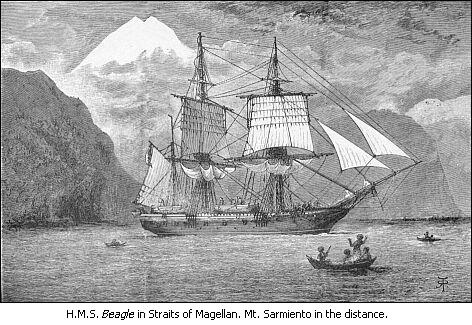
Illustration du HMS Beagle avec le mont Sarmiento en arrière-plan.

Le mont Sarmiento a repoussé de nombreuses tentatives d'ascension. Ce n'est que le 7 mars 1956 qu'il a été gravi par Carlo Mauri et Clemente Maffei.
- 1898 - Tentative par William Martin Conway
- 1913 et 1914 - Deux tentatives par Alberto María De Agostini
- 1956 - Première ascension par Carlo Mauri et Clemente Maffei, le 7 mars
- 1969, 1971 et 1972 - Trois tentatives au sommet ouest par Giuseppe Agnolotti

## Activités

### Accès
Son principal accès se fait par le canal Magdalena du détroit de Magellan.

### Protection environnementale
Le mont Sarmiento se trouve à l'intérieur du territoire du parc national Alberto de Agostini.

## Littérature et culture
Charles Darwin, dans Voyage d’un naturaliste autour du monde, qui décrit son expédition de cinq années autour du monde à bord du HMS Beagle commandé par Robert FitzRoy, voyage qui est à l’origine de son ouvrage L'Origine des espèces, relate sa rencontre le 9 juin 1834 avec le mont Sarmiento.

« 9 juin.— Nous assistons à un spectacle splendide : le voile de brouillards qui nous cache le Sarmiento se dissipe graduellement et découvre la montagne à notre vue. Cette montagne, une des plus hautes de la Terre de Feu, atteint une élévation de 6 800 pieds. Des bois forts sombres en recouvrent la base jusqu'à un huitième environ de la hauteur totale ; au-dessus, un champ de neige s'étend jusqu'au sommet. Ces immenses amas de neige qui ne fond jamais et qui semble destinée à durer aussi longtemps que le monde, présentent un grand, que dis-je ? un sublime spectacle. La silhouette de la montagne se détache claire et bien définie. Grâce à la quantité de lumière réfléchie sur la surface blanche et polie, on ne découvre pas trace d'ombres sur la montagne ; on ne peut donc distinguer que les lignes qui se détachent sur le ciel ; aussi la masse entière présente-t-elle un admirable relief. Plusieurs glaciers descendent en serpentant de ces champs de neige jusqu'à la côte ; on peut les comparer à d'immenses Niagaras congelés, et peut-être ces cataractes de glace bleue sont-elles tout aussi belles que les cataractes d'eau courante. »

— Charles Darwin, Le Voyage du Beagle
Dans son roman Les Enfants du capitaine Grant, paru en 1868, Jules Verne dresse une description du mont Sarmiento :

« De l'autre côté du détroit, sur la Terre de Feu, s'élevait à six mille pieds le mont Sarmiento, énorme agrégation de roches séparées par des bandes de nuages, et qui formaient dans le ciel comme un archipel aérien. »

Dans son roman Vingt Mille Lieues sous les mers, paru en 1869-1870, Jules Verne décrit le mont Sarmiento :

« La côte me parut basse, mais au loin se dressaient de hautes montagnes. Je crus même entrevoir le mont Sarmiento, élevé de deux mille soixante-dix mètres au-dessus du niveau de la mer, bloc pyramidal de schiste, à sommet très aigu, qui, suivant qu’il est voilé ou dégagé de vapeurs, « annonce le beau ou le mauvais temps », me dit Ned Land.
« Un fameux baromètre, mon ami.
– Oui, monsieur, un baromètre naturel, qui ne m’a jamais trompé quand je naviguais dans les passes du détroit de Magellan. »
En ce moment, ce pic nous parut nettement découpé sur le fond du ciel. C’était un présage de beau temps. Il se réalisa. »